# Dufourea longiglossa
Dufourea longiglossa là một loài Hymenoptera trong họ Halictidae. Loài này được Ebmer mô tả khoa học năm 1993.